# Sphaerirostris erraticus
Sphaerirostris erraticus är en hakmaskart som först beskrevs av Chandler 1925.  Sphaerirostris erraticus ingår i släktet Sphaerirostris och familjen Centrorhynchidae. Inga underarter finns listade i Catalogue of Life.